# FC Eindhoven
FC Eindhoven (Football Club Eindhoven) nizozemski je nogometni klub iz Eindhovena. Natječe se u Eerste divisie, drugom rangu nizozemskog nogometa. Jedan je od dva profesionalna nogometna kluba iz Eindhovena, dok je drugi PSV Eindhoven.
FC Eindhoven svoje domaće utakmice igra na stadionu Jan Louwers, u južnom dijelu grada. Službene klupske boje su plava i bijela, pa im nadimak glasi Blauw-witten (Plavo-bijeli).

## Povijest
Klub je osnovan 16. studenog 1909. godine kao EVV Eindhoven. Nekoliko uglednika je vidjelo da klubovi iz sjevernog dijela grada zvanog Randstad rastu i osjećali su potrebu za novim klubom u Eindhovenu. Odlučili su osnovati novi klub imena E.V.V., skraćeno od Eindhovense Voetbal Vereniging (Eindhovensko nogometno udruženje). Klupske boje bile su plava i bijela. Plava je iz tadašnjeg gradskog grba. EVV je prvo igrao utakmice u zonskoj ligi Brabantse Voetbalbond. Par godina poslije zaigrali su u nacionalnoj ligi, NVB. Godine 1921. spojio se s mjesnim klubom Gestelom i promijenio ime u EVV Eindhoven. Krajem 1930-ih Eindhoven okusio je svoj prvi uspjeh, osvojivši nizozemski kup, KNVB Beker. Bilo je to 1937. godine. Godine 1939. EVV Eindhoven je novi prvak 1. divizije Regije Jug i igrao je za prvaka Nizozemske s klubovima kao DWS, NEC, Ajax i Achilles 1894. Završili su na četvrtom mjestu.

## Rivalstva
Glavni rival im je gradski suparnik PSV Eindhoven, protiv kojega igra Lichtstad Derby (Derbi grada svjetla). Međutim, klubovi se nisu susreli u ligaškim natjecanjima još od sezone 1976./77. godine. FC Eindhoven se smatrao većim klubom od PSV-a u razodoblju od 1930. pa do 1955. godine. PSV je bio prvenstveno klub radnika Philipsa i bio smatran klubom za povlaštene, dok je FC Eindhoven smatran narodnim klubom. Godine 2004. klub je potpisao suradnju s PSV-om, koja uključuje mogućnost razmjene mladih igrača između dva kluba.
U novije vrijeme, Helmond Sport je izrastao u najvećeg rivala kluba. Klubovi su međusobno udaljeni 15 kilometara i igraju u istom rangu natjecanja godinama.

## Trofeji
- Eredivisie

- prvak (1) : 1953./54.

- KNVB kup

- pobjednik (1): 1936./37.

- plasman u Eredivisie
  - 1975.

- plasman u Eerste divisie
  - 1971.

## Vanjske poveznice
- Službene stranice